# 톰 클랜시스
톰 클랜시스(영어: Tom Clancy's)는 비디오 게임 회사 유비소프트에서 제작된 여러 비디오 게임에 사용하는 브랜딩으로, 미국 작가 톰 클랜시의 작품을 특징으로 하지만 일부는 그렇지 않다. 다양한 시리즈는 서로 관련이 없는 경우가 많지만 대부분은 현대 또는 가까운 미래의 군사 환경을 배경으로 하고 있다.